# Julius Petzholdt
Julius Petzholdt (Drezda, 1812. november 25. – Drezda, 1891. január 17.) német bibliográfus.

## Élete
Lipcsében filológiát tanult, 1839-ben János herceg, 1853-ban pedig Albert trónörökös könyvtárosa is lett, és 1859-ben udvari tanácsosi rangot kapott. Fő munkája: Anzeiger für Litteratur u. Bibliothekwissenschaft (1840-86), melynek pótlékai: Adressbuch der Bibliotheken Deutschlands mit Einschluss von Österreich u. des Schweiz (5. kiad. Drezda, 1875) és Bibliotheca bibliographica (Lipcse, 1866). További munkái: Catalogus Indicis librorum prohibitorum et expurgandorum (Drezda, 1859); Katechismus der Bibliothekenlehrer (Gräfel átdolg., Lipcse, 1890); Catalogus bibliothecae Theocriteae (Drezda 1866); Bibliographea Dantea ab anno 1865 inchoata (Lipcse, 1880) stb. Kiadta még Falkenstein báró életrajzát (uo. 1882) és több iratot János szász királyról.